# أريسو

شعار أريسو

أريسو هو الاسم الحالي لمياه الصنبور في سيول كوريا الجنوبية.

## التسمية
تم تسمية أريسو في عام 2004، وهو الاسم السابق لنهر هان في جوجوريو القديمة، مع مزيج من «آري»، والذي يعني «كبير» في الكورية، و «سو»، يعني «ماء». وهو أيضًا اسم محطة معالجة المياه الواقعة في سيول بكوريا الجنوبية.

## الجودة والإمداد

### إدارة مصادر المياه
لأن أريسو يتم توريدها إلى جميع مدينة سيول، فإنها تدار بشكل صارم من قبل محطة معالجة المياه. تشارك حكومة سيول الحضرية في الحماية والمراقبة الفورية لمصدر المياه على مدار الساعة لتوفير «مياه الصنبور النظيفة والآمنة». يتم إجراء تقييمات منتظمة لـ 41 مؤشرًا مختلفًا عند 33 نقطة مصدر مياه و 135 مؤشرًا في نقاط تناول المياه الست. يتم رصد سبعة مؤشرات، بما في ذلك الطحالب (الكلوروفيل-أ) والفينول، بشكل تلقائي على مدار الساعة بشكل خاص، يعمل مصنع جوي بنظام إنذار مبكر بيولوجيًا باستخدام البراغيث المائية بالإضافة إلى تركيب حواجز لمنع النفط من التدفق إلى مصدر المياه. يتم تقديم الخدمة لأكثر من عشرة ملايين شخص يعيشون في سيول والمنطقة الحضرية لكوريا الجنوبية. يتم تزويد الأسر ذات الدخل المنخفض بـ21 مليون زجاجة من أريسو. 

### نظام تنقية المياه
ابتداءً من محطة تنقية المياه يونغ دونغ بو في عام 2010، ستقوم حكومة سيول الحضرية بزيادة متوسط طريقة معالجة التنقية الحالية بنظام الأوزون والكربون المنشط الحُبَيْبي الجديد (أو الفحم) وتوسيع هذا النظام المتقدم الجديد ليشمل ستة مراكز لتنقية المياه بحلول عام 2015. بالمقارنة مع أنظمة تنقية المياه السابقة يعد نظام تنقية المياه المتقدم أكثر تطورًا، ويمكن أن يقضي تمامًا على الطعم غير السار من سوء نوعية المياه والعناصر الميكروبية مثل المضادات الحيوية المتبقية.

### نظام سيول للمياه الآن
نظام سيول للمياه الآن هو نظام إشراف تلقائي من أريسو. بدأ في عام 2004، لمنع تلوث المياه. يفحص كل عملية إنتاج وتوريد مياه أريسو. يتم فحص جودة ما مجموعه 156 مكانًا.